# Tokusatsu

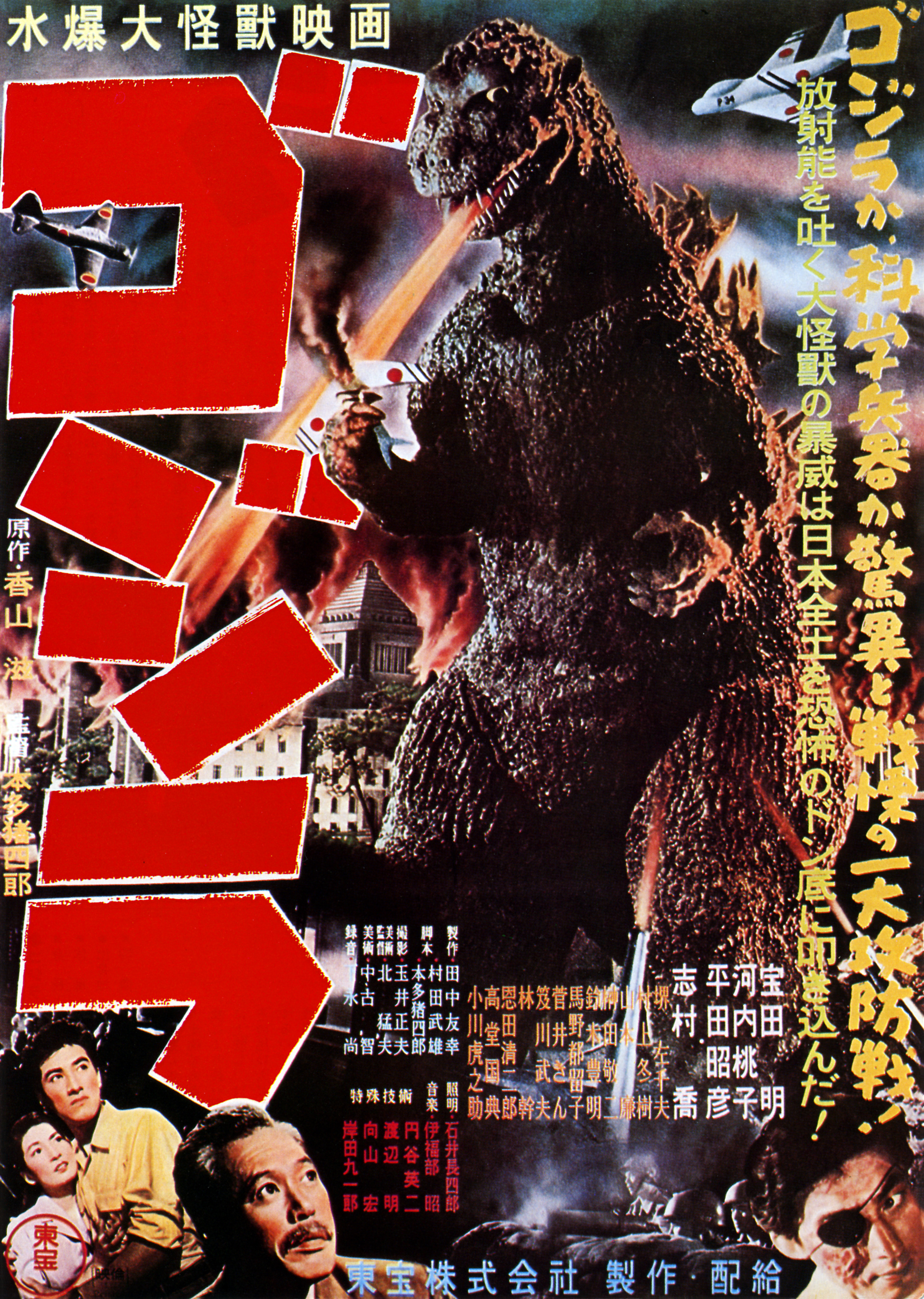
Affiche du premier film Godzilla en 1954.

Le tokusatsu (特撮), contraction de tokushu satsuei (特殊撮影) qui signifie « effets spéciaux », est le nom générique de toutes les productions vidéo qui utilisent les effets spéciaux et l’esthétique liée à ces productions. L’idée de tokusatsu s’est propagée grâce au succès mondial du premier film tokusatsu, Godzilla, qui est créé en 1954 en imitant le film King Kong. Le tokusatsu devient complètement indépendant des genres de films hollywoodiens, malgré sa base qui est l’imitation du film King Kong.
Le tokusatsu est en quelque sorte "fondé" par Eiji Tsuburaya (surnommé le "père du tokusatsu"), réalisateur et responsable des effets spéciaux de ce même Godzilla.
Le succès du film Godzilla contribue à la célébrité des tokusatsu, et différents types de séries de tokusatsu sont créées par plusieurs studios. La réduction du nombre de séries tokusatsu après la prospérité dans les années 1970, ne les empêche pas d'avoir encore du succès, autant que les séries animées japonaises.

## Histoire

### Étymologie
Le mot tokusatsu est une contraction de tokushu satsuei (特殊撮影) qui signifie « effets spéciaux »,,. Ce mot est créé par les médias japonais pour simplifier le mot SFX, qui signifie aussi effets spéciaux, à l’attention des non-experts, pendant la mode des films Toho qui emploient les effets spéciaux. Il apparaît brusquement dans les magazines entre 1957 et 1958. Au départ, ce mot ne désigne que les techniques de trucages utilisant des illusions visuelles pour créer des images inexistantes. Ensuite il se généralise dans les années 1970, et il est souvent employé après les années 1990, pour désigner des séries télévisées ou des films japonais qui emploient les effets spéciaux et l’esthétique liée à ces productions,.

### Origine de l'idée
L’entreprise japonaise Toho (東宝) veut imiter le film King Kong qui utilise l’animation en volume, créé aux États-Unis en 1933, et qui a un grand succès tout autour du monde, dans lequel une créature détruit la ville. D’abord, les équipes de Toho ont l’idée de faire l’animation en volume avec un modèle de pieuvre,. Cependant, cette idée demande trop de temps et de travail, car ils calculent que cela prendrait sept ans pour créer un film entier avec une créature à huit pieds. Pour réduire le temps, ils arrivent à l’idée de bouger le modèle depuis l’intérieur au lieu de le déplacer à chaque fois par l’extérieur. En effet, ils se documentent sur le tyrannosaure  pour créer un monstre. À cette époque, la majorité des gens pensent que les dinosaures se tenaient debout verticalement et cette posture leur donne d’avoir l’idée de faire entrer un acteur dans le monstre. C’est ainsi qu’ils ne perdent plus de temps pour bouger le modèle ni prendre des photos une par une. La création du premier film tokusatsu, Godzilla, dure six mois. Il sort en 1954.

### Effets spéciaux
La particularité de tokusatsu est l’irréalité radicale. Par contre, dans les films américains, les effets spéciaux sont souvent employés comme moyens pour rendre l’irréalité plus réelle : il s’agit du réalisme des mouvements et des créatures. Pour présenter les monstres, l’animation en volume est ordinairement utilisée pour avoir des mouvements rapides et réels. En revanche, dans les tokusatsu, tous les monstres sont des créatures bizarres, mais comme ce sont les acteurs qui bougent dans ces monstres, les mouvements sont limités et réels. La contradiction des créatures irréelles et des mouvements humains rend le tokusatsu plus irréel.

### Fondateur
Eiji Tsuburaya (円谷英二) est souvent présenté comme le fondateur de tokusatsu,,, car parmi les créateurs du film Godzilla, il est le responsable des effets spéciaux. Pour filmer, il étudie les techniques en observant, une par une, toutes les pellicules de King Kong, qu’il a obtenues lui-même.

### Série télévisée
Après le succès de Godzila, plusieurs entreprises commencent à créer des séries télévisées de tokusatsu. Pendant la période de l'économie de bulle au Japon, le nombre des séries augmente jusqu’à avoir seize séries télévisées en un an en 1973, ce qui représente le nombre le plus élevé dans l’histoire.  81 séries ont existé dans les années 1970. Cependant, ce nombre a baissé, en raison de la fusion entre des séries et de la disparition de certaines d’entre elles, à cause des frais couteux et de l’absence de successeurs aux metteurs en scène. Aujourd’hui, trois séries traditionnelles (super sentai, kamen rider et ultraman) sont encore filmées et diffusées régulièrement à la télévision.

## Production

### Types

#### Les sériesHenshin hero
- Kamen Rider Series : ce sont des super-héros modifiés (par cybernétisation ou autre moyen), arborant une armure entomoïde, conduisant souvent une moto et utilisant une ceinture pour se transformer.
- Super Sentai Series : ce sont des super-héros en escadron de combat, revêtant des tenues colorées (Bioman et Jetman sont des exemples de Super Sentai doublés en France).
- Metal Hero Series : ce sont des super-héros se basant sur des technologies futuristes, et revêtant des armures métalliques. (Uchu Keiji Gavan et B-Fighter sont des exemples de Metal Hero doublés en France)
- Ultraman Series : ce sont des super-héros se battant contre des kaiju à l'aide de pouvoirs d'extraterrestres géants appelés Ultra.

#### Les sérieskaiju
- Films de Kaiju (怪獣映画) : ce sont des séries autour d'un ou plusieurs monstres géants. Il s'agit du genre le plus prolifique au cinéma.

### Économie
Les séries tokusatsu réussissent d’abord à attirer beaucoup de spectateurs avec trois concepts :
1. Une vidéo que personne n’a jamais vue ;
2. Une vidéo irréelle ;
3. Une vidéo dont personne ne sait comment elle a été filmée.

La série des Godzilla, qui est l’exemple typique des séries tokusatsu, donne lieu à 28 films jusque 2004, et elle rapporte presque cinquante milliards de yens de recettes totales.  En tenant compte de la fluctuation des prix, ce montant pourrait actuellement valoir trois fois plus.
En outre, les ventes totales mondiales des séries traditionnelles de tokusatsu, kamen rider et super sentai, à la fin de 2011, représentent 52.1 milliards de yens. Les ventes totales de la série animée One Piece s’élèvent à 28.8 milliards de yen et à 44.7 milliards de yens pour la série Kido Senshi Gundam. Ces chiffres montrent la grandeur de l’économie des tokusatsu comparée aux séries animées japonaises.

## Influence
Presque tous les enfants au Japon, particulièrement les garçons, ont vu les séries tokusatsu au moins une fois et la plupart savent imiter les actions des coups spéciaux ou de transformation de leur héros préféré.